# Leichtathletik-Südamerikameisterschaften 1931
Die VII. Leichtathletik-Südamerikameisterschaften fanden vom 30. April bis zum 5. Mai 1931 in Buenos Aires statt. Die Mannschaftswertung gewann das argentinische Team mit 141 Punkten vor den Chilenen mit 84 Punkten. Dahinter erhielten die erstmals teilnehmenden Brasilianer, zu deren Trainerstab der mehrfache deutsche Weitsprungmeister Rudolf Dobermann gehörte, 47 Punkte vor den Mannschaften Uruguays mit 10 und Perus mit 2 Punkten.  Erfolgreichster Athlet war der argentinische Sprinter Carlos Bianchi mit drei Titeln einschließlich der Staffel. Der argentinische Hochspringer Valerio Vallanía und der argentinische Dreispringer Luis Brunetto gewannen jeweils ihre fünfte Goldmedaille in Folge.

## Männerwettbewerbe

### 100-Meter-Lauf Männer
| Platz | Athlet          | Land | Zeit   |
| ----- | --------------- | ---- | ------ |
| 1     | Carlos Bianchi  | ARG  | 10,9 s |
| 2     | José de Almeida | BRA  | 11,0 s |
| 3     | Juan Piña       | ARG  |        |

Finale: 2. Mai

### 200-Meter-Lauf Männer
| Platz | Athlet               | Land | Zeit   |
| ----- | -------------------- | ---- | ------ |
| 1     | Carlos Bianchi       | ARG  | 21,9 s |
| 2     | Juan Piña            | ARG  | 22,2 s |
| 3     | José Vicente Salinas | CHI  |        |

Finale: 3. Mai

### 400-Meter-Lauf Männer
| Platz | Athlet               | Land | Zeit   |
| ----- | -------------------- | ---- | ------ |
| 1     | José Vicente Salinas | CHI  | 49,6 s |
| 2     | Héctor Domínguez     | URU  | 49,8 s |
| 3     | Ernesto Riveros      | CHI  |        |

Finale: 2. Mai

### 800-Meter-Lauf Männer
| Platz | Athlet                 | Land | Zeit       |
| ----- | ---------------------- | ---- | ---------- |
| 1     | Hermenegildo Del Rosso | ARG  | 1:58,6 min |
| 2     | Leopoldo Ledesma       | ARG  | 1:59,6 min |
| 3     | Alfredo Narváez        | PER  |            |

Finale: 3. Mai

### 1500-Meter-Lauf Männer
| Platz | Athlet                 | Land | Zeit       |
| ----- | ---------------------- | ---- | ---------- |
| 1     | Leopoldo Ledesma       | ARG  | 4:05,8 min |
| 2     | Hermenegildo Del Rosso | ARG  | 4:07,0 min |
| 3     | Ernesto Medel          | CHI  | 4:09,6 min |

Finale: 30. April

### 5000-Meter-Lauf Männer
| Platz | Athlet             | Land | Zeit        |
| ----- | ------------------ | ---- | ----------- |
| 1     | José Ribas         | ARG  | 15:04,8 min |
| 2     | Juan Carlos Zabala | ARG  | 15:11,6 min |
| 3     | Belisario Alarcón  | CHI  | 15:16,6 min |

Finale: 30. April

### 10.000-Meter-Lauf Männer
| Platz | Athlet             | Land | Zeit        |
| ----- | ------------------ | ---- | ----------- |
| 1     | Juan Carlos Zabala | ARG  | 31:19,0 min |
| 2     | José Ribas         | ARG  | 31:26,8 min |
| 3     | Belisario Alarcón  | CHI  | 32:19,6 min |

Finale: 3. Mai

### Crosslauf Männer
| Platz | Athlet             | Land | Zeit |
| ----- | ------------------ | ---- | ---- |
| 1     | Fernando Cicarelli | ARG  |      |
| 2     | Humberto Delgado   | ARG  |      |
| 3     | Jorge Donoso       | CHI  |      |

Finale: 1. Mai

### 110-Meter-Hürdenlauf Männer
| Platz | Athlet           | Land | Zeit   |
| ----- | ---------------- | ---- | ------ |
| 1     | Miguel Aldatz    | ARG  | 15,6 s |
| 2     | Armando Sorucco  | CHI  | 15,6 s |
| 3     | Valerio Vallanía | ARG  |        |

Finale: 2. Mai

### 400-Meter-Hürdenlauf Männer
| Platz | Athlet          | Land | Zeit   |
| ----- | --------------- | ---- | ------ |
| 1     | Sylvio Padilha  | BRA  | 54,8 s |
| 2     | Carlos dos Reis | BRA  | 55,6 s |
| 3     | Carlos Müller   | CHI  | 56,0 s |

Finale: 3. Mai

### 4-mal-100-Meter-Staffel Männer
| Platz | Athleten                                                     | Land | Zeit   |
| ----- | ------------------------------------------------------------ | ---- | ------ |
| 1     | Juan Piña Hermida Rodolfo Borzino Carlos Bianchi             | ARG  | 43,0 s |
| 2     | Arnaldo Ferrara Reis Mario de Araujo Marques José de Almeida | BRA  | 43,6 s |
| 3     | Meregalli José La Rosa Ricardo La Rosa Jaime Cardozo         | URU  |        |

Finale: 3. Mai

### 4-mal-400-Meter-Staffel Männer
| Platz | Athleten                                                            | Land | Zeit       |
| ----- | ------------------------------------------------------------------- | ---- | ---------- |
| 1     | R. Salinas Guillermo Soto Ernesto Riveros José Vicente Salinas      | CHI  | 3:25,2 min |
| 2     | José Signoris Leonidas Payal Juan Acosta Roberto Genta              | ARG  | 3:25,8 min |
| 3     | Domingos Puglisi Ibere da Silva Reis Carlos dos Reis Sylvio Padilha | BRA  | 3:28,2 min |

Finale: 2. Mai

### 3000-Meter-Mannschaftslauf Männer
| Platz | Athlet                                                                                  | Land | Zeit |
| ----- | --------------------------------------------------------------------------------------- | ---- | ---- |
| 1     | Luis Oliva Juan Carlos Zabala Roger Caballos Nicasio Santucho                           | ARG  |      |
| 2     | Belisario Alarcón Carlos Cabrera Ernesto Medel Delfin Muñoz José Escobar                | CHI  |      |
| 3     | Néstor Gomes Joao de Deus Andrade Salim Maluf Mario Araujo Marques Bento Camargo Barros | BRA  |      |

Finale: 1. Mai
Schnellster Läufer war Oliva in 8:46,8 Minuten.

### Hochsprung Männer
| Platz | Athlet           | Land | Höhe   |
| ----- | ---------------- | ---- | ------ |
| 1     | Valerio Vallanía | ARG  | 1,85 m |
| 2     | Alfonso Burgos   | CHI  | 1,85 m |
| 3     | Alberto Estrada  | CHI  | 1,80 m |

Finale: 30. April

### Stabhochsprung Männer
| Platz | Athlet           | Land | Höhe   |
| ----- | ---------------- | ---- | ------ |
| 1     | Diego Pajmaevich | ARG  | 3,70 m |
| 2     | Adolfo Schlegel  | CHI  | 3,70 m |
| 3     | Carlos Nelli     | BRA  | 3,70 m |

Finale: 1. Mai

### Weitsprung Männer
| Platz | Athlet       | Land | Weite  |
| ----- | ------------ | ---- | ------ |
| 1     | Héctor Berra | ARG  | 6,97 m |
| 2     | Ciro Falcão  | BRA  | 6,91 m |
| 3     | Juan Moura   | CHI  | 6,69 m |

Finale: 2. Mai

### Dreisprung Männer
| Platz | Athlet            | Land | Weite   |
| ----- | ----------------- | ---- | ------- |
| 1     | Luis Brunetto     | ARG  | 14,23 m |
| 2     | Pedro Aizcorbe    | ARG  | 13,64 m |
| 3     | Ricardo Mendiburo | CHI  | 13,63 m |

Finale: 3. Mai

### Kugelstoßen Männer
| Platz | Athlet          | Land | Weite    |
| ----- | --------------- | ---- | -------- |
| 1     | Héctor Benapres | CHI  | 13,39 m  |
| 2     | Juan Conrads    | CHI  | 13,375 m |
| 3     | Rodolfo Butori  | ARG  | 13,36 m  |

Finale: 30. April

### Diskuswurf Männer
| Platz | Athlet             | Land | Weite    |
| ----- | ------------------ | ---- | -------- |
| 1     | Héctor Benapres    | CHI  | 44,30 m  |
| 2     | Armando Peloursson | ARG  | 41,39 m  |
| 3     | Bento Barros       | BRA  | 40,585 m |

Finale: 2. Mai

### Hammerwurf Männer
| Platz | Athlet          | Land | Weite    |
| ----- | --------------- | ---- | -------- |
| 1     | Pedro Goić      | CHI  | 46,50 m  |
| 2     | Federico Kleger | ARG  | 45,57 m  |
| 3     | Alfredo Wismer  | ARG  | 45,435 m |

Finale: 1. Mai

### Speerwurf Männer
| Platz | Athlet            | Land | Weite    |
| ----- | ----------------- | ---- | -------- |
| 1     | Joaquim da Silva  | BRA  | 55,735 m |
| 2     | Efraín Santibáñez | CHI  | 55,58 m  |
| 3     | José Pergañeda    | ARG  | 54,955 m |

Finale: 3. Mai

### Zehnkampf Männer
| Platz | Athlet          | Land | Punkte    |
| ----- | --------------- | ---- | --------- |
| 1     | Héctor Berra    | ARG  | 7065,6175 |
| 2     | Armando Soruco  | CHI  | 6962,90   |
| 3     | Carlos Woebcken | BRA  | 6591,190  |

4. und 5. Mai

## Frauenwettbewerbe
Frauenwettbewerbe wurden bei der Südamerikameisterschaft erst ab 1939 ausgetragen.

## Medaillenspiegel
| Medaillenspiegel Endstand nach 22 Entscheidungen | Medaillenspiegel Endstand nach 22 Entscheidungen | Medaillenspiegel Endstand nach 22 Entscheidungen | Medaillenspiegel Endstand nach 22 Entscheidungen | Medaillenspiegel Endstand nach 22 Entscheidungen | Medaillenspiegel Endstand nach 22 Entscheidungen |
| Platz                                            | Land                                             | Gold                                             | Silber                                           | Bronze                                           | Gesamt                                           |
| ------------------------------------------------ | ------------------------------------------------ | ------------------------------------------------ | ------------------------------------------------ | ------------------------------------------------ | ------------------------------------------------ |
| 1                                                | Argentinien                                      | 15                                               | 10                                               | 5                                                | 30                                               |
| 2                                                | Chile                                            | 5                                                | 7                                                | 10                                               | 22                                               |
| 3                                                | Brasilien                                        | 2                                                | 4                                                | 5                                                | 11                                               |
| 4                                                | Uruguay                                          | -                                                | 1                                                | 1                                                | 2                                                |
| 5                                                | Peru                                             | -                                                | -                                                | 1                                                | 1                                                |